# Rolando Hanglin
Rolando Víctor Hanglin (Ramos Mejía, 2 de marzo de 1946) es un periodista argentino. Actualmente conduce RH Rivadavia en Radio Rivadavia.

## Biografía

### Vida profesional
Sus comienzos en la gráfica fueron en Editorial Atlántida; como comentarista de discos en la Revista Gente firmó con el seudónimo Lanny, entre 1971 y 1972.
Durante la última dictadura militar fue redactor de la revista Somos, publicando editoriales favorables al Proceso.
En 1980 asumió la dirección de la revista Superfutbol, aunque duró pocos meses en el cargo.
Durante su carrera trabajó con Mariano Grondona, fue jefe en las revistas Superfutbol, Satiricón y Caras, y Primera mano y RH positivo en Radio Continental y luego en Radio 10. En TV fue columnista de Videoshow con Enrique Llamas de Madariaga, por Canal 13. Actualmente conduce RH Rivadavia en Radio Rivadavia los fines de semana.

### Vida privada
Hermano de Virginia Hanglin, estuvo casado en dos oportunidades distintas con Marta Ibáñez. También estuvo en pareja con Emiko Yamamoto, a quien acusó de robo y, tras su exoneración, debió pedirle disculpas públicamente en la radio.
Previamente su exesposa lo había denunciado por violencia de género durante su vida juntos y amenazas e intimidaciones tras su separación. Tuvo 3 hijos: Camilo, Faustina y Salomé. En 2018 el Consejo Directivo de la Facultad de Filosofía y Letras de la Universidad de Buenos Aires aprobó una declaración de repudio a los numerosos artículos periodísticos que pretenden desacreditar los derechos de los Mapuches tras la editorial en defensa de la actuación de la Gendarmería Nacional tras la muerte y desaparición de Rafael Nahuel durante el gobierno de Cambiemos. Se considera a sí mismo "machista" y ha criticado el feminismo en varias ocasiones.
Si bien en una entrevista televisiva con Beto Casella se declaró peronista, se considera y lo dice abiertamente, un hombre de la derecha política, antikirchnerista y anticomunista. 
También supo ser practicante del nudismo, pionero de su introducción en Argentina y defensor de la cultura new age.
Es un hombre muy vinculado al medio y a la política y declaró públicamente ser amigo de Carlos Menem, Felipe Solá y Mariano Grondona, quien es un referente para Hanglin.

## Controversias
- Autoproclamado simpatizante de las corrientes políticas de derecha, ha sido señalado como colaborador desde el plano mediático del Proceso de Reorganización Nacional.
- También autoproclamado antifeminista, durante la etapa parlamentaria de la Ley de Mantrimonio Igualitario en Argentina, se presentó en el Congreso de la Nación para expresarse enfáticamente en contra de la medida.[7][6][8][9]
- El 2010 ganó un juicio iniciado a Radio Continental por 5,3 millones de pesos, tras haber sido despedido de la emisora en 2006 y no haber cobrado la correspondiente indemnización.[10][11]
- En 2018, tras separarse nuevamente de Marta Ibáñez, le escribió un tango cuya polémica letra se viralizó.[12] Poco tiempo después respondió de manera prepotente mientras daba una entrevista al programa Confrontados, de El Nueve, maltratando a la presentadora Carla Conte desde un móvil, acto seguido fue sacado del aire.[13]

## Trayectoria

### Prensa escrita
- Revista Superfútbol
- Revista Siete Días
- Gente
- Revista Panorama
- Revista Noticias
- Revista Extra
- Satiricón
- Caras
- La Nación
- Infobae

### Radio
Radio Belgrano
- La fórmula de Buenos Aires

Radio Continental
- Primera mano
- RH Positivo[14]
- La mañana de Continental
- Cartas y encuentros[15]
- RH23

Radio 10
- Rolando Hanglin[16]
- RH23[17]
- RH10[18]

Radio Rivadavia
- RH Rivadavia[19]

### Televisión
Canal 13
- Videoshow

Canal 9
- Polémica en el fútbol

Telefe
- Café Fashion

ATC
- Hablemos de sexo

América TV
- El Pelotazo

C5N
- Relaciones Humanas[20]

### Discografía
- El humor de Rolando Hanglin (1987, Interdisc)

- https://www.discosterribles.com.ar/2021/03/rolando-hanglin.html

### Libros
- Ibañez, Marta; Hanglin, Rolando (1992). Esperanza por encargo. Editorial Planeta. ISBN 9507422730.

- Hanglin, Rolando (1992). El macho tumbado. Beas Ediciones. ISBN 9507960058.

- Hanglin, Rolando (1996). Cartas de amor prohibido. Editorial Atlántida. ISBN 9500818205.

- Hanglin, Rolando (1999). El hippie viejo. Emecé Editores. ISBN 950042066X.

- Hanglin, Rolando; Mactas, Mario (2001). El gato y el zorro. Editorial Sudamericana. ISBN 9789500721325.

- Hanglin, Rolando (2011). El señor González y otros fachos. Editorial Sudamericana. ISBN 9789500736428. (requiere registro).

- Hanglin, Rolando (2012). El señor González cada vez más facho y otras historias. Editorial Sudamericana. ISBN 9789500739283.

- Hanglin, Rolando (2013). Hanglin Antiprogre. Editorial Sudamericana. ISBN 9789500743792.

- Hanglin, Rolando (2014). Breve historia incorrecta de la Argentina. Ediciones Lea. ISBN 9789877182002.

- Hanglin, Rolando (2018). Los zarpados. Ediciones Lea. ISBN 9789877185447.

### Teatro
- El sexo y otras perturbaciones

## Premios y reconocimientos
- 1997: Premio Martín Fierro - Mejor labor conducción masculina - Rolando Hanglin - RH Positivo (Radio Continental) - Ganador
- 1998: Premio Martín Fierro - Mejor labor conducción masculina - Rolando Hanglin - RH Positivo (Radio Continental) - Ganador[cita requerida]
- 1998: Premio Martín Fierro - Mejor labor conducción masculina - Rolando Hanglin - RH Positivo (Radio Continental) - Ganador
- 2003: Premio Martín Fierro - Mejor labor conducción masculina - Rolando Hanglin - RH Positivo y Cartas y encuentros (Radio Continental) [cita requerida]-

Nominado
- 2006: Premios Éter - Mejor conducción AM - Rolando Hanglin - RH Positivo y Cartas y encuentros (Radio Continental) - Ganador[21]
- 2011: Premio Martín Fierro - Mejor labor conducción masculina - Rolando Hanglin - Rolando Hanglin (Radio 10) - Nominado